# Isak Hien
Isak Malcolm Kwaku Hien (Stoccolma, 13 gennaio 1999) è un calciatore svedese, difensore dell'Atalanta e della nazionale svedese.

## Biografia
È nato a Stoccolma da madre svedese e padre ghanese di origine burkinabé.

## Carriera

### Club
Dopo aver iniziato da bambino nel Kista SC, piccolo club di quartiere, nel 2010 Hien entra a far parte del settore giovanile dell'AIK, rimanendovi fino al 2014. Trascorre poi una stagione nella formazione Under-17 dell'FC Djursholm (che quell'anno perde il titolo nazionale giovanile proprio in finale contro l'AIK), quindi conclude la trafila delle giovanili con i colori del Vasalund.
Promosso in prima squadra, è proprio al Vasalund che Hien trova una nuova collocazione in campo, passando dal ruolo di attaccante a quello di difensore. Esordisce il 17 aprile 2017, disputando l'incontro di Division 1 pareggiato per 3-3 contro l'Umeå FC. Nel periodo compreso fra il 2017 e il 2020, con il club rossonero gioca quattro campionati, trascorsi fra la terza e la quarta serie nazionale.
Nel dicembre 2020 viene ufficialmente comunicato che, alla riapertura del mercato di gennaio, Hien sarebbe passato al Djurgården con un contratto triennale. Il 9 maggio 2021 debutta nel campionato di Allsvenskan giocando gli ultimi minuti della gara persa sul campo del Degerfors, ma a luglio la mancanza di spazio induce la dirigenza a girarlo in prestito al suo vecchio club, il Vasalund, che nel frattempo era salito in seconda serie. Con la formula del doppio tesseramento, Hien colleziona 12 presenze con il Vasalund ma allo stesso tempo nel finale di stagione subentra anche in 4 partite con il Djurgården.
La stagione 2022 vede Hien imporsi stabilmente come titolare sin da subito, schierato dal primo minuto già alla prima giornata il 4 aprile. Il 16 maggio realizza la sua prima rete nella massima divisione svedese, fissando il punteggio sul definitivo 2-2 nei minuti di recupero della sfida interna contro l'Helsingborg. In estate scende in campo anche in UEFA Europa Conference League e contribuisce a far raggiungere al Djurgården la fase a gironi dopo aver superato tre turni. Nel frattempo, il 28 luglio sigla anche la sua prima rete in una competizione europea nella gara di ritorno contro il Rijeka. Nel corso dell'Allsvenskan 2022, invece, colleziona 17 presenze e 2 reti fino al momento in cui, dopo la diciannovesima giornata, viene ceduto.
Il 27 agosto 2022 viene infatti reso noto il suo passaggio a titolo definitivo all'Hellas Verona, a fronte di un accordo fino al 30 giugno 2026. Il suo esordio in Serie A avviene già il giorno seguente, quando subentra nel secondo tempo della sfida casalinga persa 0-1 contro l'Atalanta.
Il 2 gennaio 2024 viene acquistato a titolo definitivo dall'Atalanta, sempre in Serie A, per circa 8,5-9 milioni di euro (più bonus), firmando un contratto valido fino al 30 giugno 2028. Cinque giorni dopo, esordisce con gli orobici, subentrando a Giorgio Scalvini all'86º minuto dell'incontro con la Roma. ll 6 marzo seguente, gioca il suo primo match in UEFA Europa League, partendo da titolare nella partita di andata di ottavi di finale contro lo Sporting Lisbona, conclusa col risultato di 1-1. Contribuisce quindi alla vittoria del torneo da parte degli orobici, arrivata in seguito al successo in finale sul Bayer Leverkusen, che ha rappresentato il primo trofeo europeo nella storia del club. Il 19 settembre 2024 esordisce in UEFA Champions League, giocando da titolare la partita casalinga contro l'Arsenal, pareggiata per 0-0.

### Nazionale
Il 14 settembre 2022 viene convocato per la prima volta in nazionale maggiore, con cui esordisce 10 giorni dopo nella sconfitta per 4-1 contro la Serbia.

## Statistiche

### Presenze e reti nei club
Statistiche aggiornate al 12 febbraio 2025.
| Stagione          | Squadra           | Campionato        | Campionato | Campionato | Coppe nazionali | Coppe nazionali | Coppe nazionali | Coppe continentali | Coppe continentali | Coppe continentali | Altre coppe | Altre coppe | Altre coppe | Totale | Totale |
| Stagione          | Squadra           | Comp              | Pres       | Reti       | Comp            | Pres            | Reti            | Comp               | Pres               | Reti               | Comp        | Pres        | Reti        | Pres   | Reti   |
| ----------------- | ----------------- | ----------------- | ---------- | ---------- | --------------- | --------------- | --------------- | ------------------ | ------------------ | ------------------ | ----------- | ----------- | ----------- | ------ | ------ |
| 2017              | Vasalund          | D1                | 19         | 0          | CS              | 1               | 0               | -                  | -                  | -                  | -           | -           | -           | 20     | 0      |
| 2018              | Vasalund          | D2                | 15         | 1          | CS+CS           | 2+1             | 0               | -                  | -                  | -                  | -           | -           | -           | 18     | 1      |
| 2019              | Vasalund          | D1                | 22         | 2          | CS              | 1               | 0               | -                  | -                  | -                  | -           | -           | -           | 23     | 2      |
| 2020              | Vasalund          | E                 | 26         | 1          | CS              | 1               | 0               | -                  | -                  | -                  | -           | -           | -           | 27     | 1      |
| 2021              | Vasalund          | S1                | 12         | 0          |                 | -               | -               | -                  | -                  | -                  | -           | -           | -           | 12     | 0      |
| Totale Vasalund   | Totale Vasalund   | Totale Vasalund   | 94         | 4          |                 | 6               | 0               |                    | -                  | -                  |             | -           | -           | 100    | 4      |
| 2021              | Djurgården        | A                 | 5          | 0          | CS              | 1               | 0               | -                  | -                  | -                  | -           | -           | -           | 6      | 0      |
| gen.-ago. 2022    | Djurgården        | A                 | 17         | 2          | CS              | 4               | 0               | UECL               | 6                  | 1                  | -           | -           | -           | 27     | 3      |
| Totale Djurgården | Totale Djurgården | Totale Djurgården | 22         | 2          |                 | 5               | 0               |                    | 6                  | 1                  |             | -           | -           | 33     | 3      |
| 2022-2023         | Verona            | A                 | 32+1       | 0          | CI              | -               | -               | -                  | -                  | -                  | -           | -           | -           | 33     | 0      |
| 2023-gen. 2024    | Verona            | A                 | 10         | 0          | CI              | 1               | 0               | -                  | -                  | -                  | -           | -           | -           | 11     | 0      |
| Totale Verona     | Totale Verona     | Totale Verona     | 42+1       | 0          |                 | 1               | 0               |                    | 0                  | 0                  |             | -           | -           | 44     | 0      |
| gen.-giu. 2024    | Atalanta          | A                 | 16         | 0          | CI              | 4               | 0               | UEL                | 6                  | 0                  | -           | -           | -           | 26     | 0      |
| 2024-2025         | Atalanta          | A                 | 20         | 0          | CI              | 2               | 0               | UCL                | 8                  | 0                  | SI+SU       | 1+1         | 0           | 31     | 0      |
| Totale Atalanta   | Totale Atalanta   | Totale Atalanta   | 36         | 0          |                 | 6               | 0               |                    | 14                 | 1                  |             | 2           | 0           | 57     | 0      |
| Totale carriera   | Totale carriera   | Totale carriera   | 195        | 6          |                 | 18              | 0               |                    | 20                 | 1                  |             | 2           | 0           | 235    | 7      |

### Cronologia presenze e reti in nazionale
| Cronologia completa delle presenze e delle reti in nazionale ― Svezia | Cronologia completa delle presenze e delle reti in nazionale ― Svezia | Cronologia completa delle presenze e delle reti in nazionale ― Svezia | Cronologia completa delle presenze e delle reti in nazionale ― Svezia | Cronologia completa delle presenze e delle reti in nazionale ― Svezia | Cronologia completa delle presenze e delle reti in nazionale ― Svezia | Cronologia completa delle presenze e delle reti in nazionale ― Svezia | Cronologia completa delle presenze e delle reti in nazionale ― Svezia |
| Data                                                                  | Città                                                                 | In casa                                                               | Risultato                                                             | Ospiti                                                                | Competizione                                                          | Reti                                                                  | Note                                                                  |
| --------------------------------------------------------------------- | --------------------------------------------------------------------- | --------------------------------------------------------------------- | --------------------------------------------------------------------- | --------------------------------------------------------------------- | --------------------------------------------------------------------- | --------------------------------------------------------------------- | --------------------------------------------------------------------- |
| 24-9-2022                                                             | Belgrado                                                              | Serbia                                                                | 4 – 1                                                                 | Svezia                                                                | UEFA Nations League 2022-2023 - 1º turno                              | -                                                                     | 8’                                                                    |
| 27-9-2022                                                             | Solna                                                                 | Svezia                                                                | 1 – 1                                                                 | Slovenia                                                              | UEFA Nations League 2022-2023 - 1º turno                              | -                                                                     | 88’                                                                   |
| 16-11-2022                                                            | Girona                                                                | Messico                                                               | 1 – 2                                                                 | Svezia                                                                | Amichevole                                                            | -                                                                     |                                                                       |
| 19-11-2022                                                            | Malmö                                                                 | Svezia                                                                | 2 – 0                                                                 | Algeria                                                               | Amichevole                                                            | -                                                                     | 86’                                                                   |
| 27-3-2023                                                             | Solna                                                                 | Svezia                                                                | 5 – 0                                                                 | Azerbaigian                                                           | Qual. Euro 2024                                                       | -                                                                     | 46’                                                                   |
| 20-6-2023                                                             | Vienna                                                                | Austria                                                               | 2 – 0                                                                 | Svezia                                                                | Qual. Euro 2024                                                       | -                                                                     |                                                                       |
| 9-9-2023                                                              | Tallinn                                                               | Estonia                                                               | 0 – 5                                                                 | Svezia                                                                | Qual. Euro 2024                                                       | -                                                                     | 21’ 46’                                                               |
| 12-9-2023                                                             | Solna                                                                 | Svezia                                                                | 1 – 3                                                                 | Austria                                                               | Qual. Euro 2024                                                       | -                                                                     |                                                                       |
| 21-3-2024                                                             | Guimarães                                                             | Portogallo                                                            | 5 – 2                                                                 | Svezia                                                                | Amichevole                                                            | -                                                                     |                                                                       |
| 25-3-2024                                                             | Solna                                                                 | Svezia                                                                | 1 – 0                                                                 | Albania                                                               | Amichevole                                                            | -                                                                     | 86’                                                                   |
| 5-6-2024                                                              | Copenaghen                                                            | Danimarca                                                             | 2 – 1                                                                 | Svezia                                                                | Amichevole                                                            | -                                                                     |                                                                       |
| 8-6-2024                                                              | Solna                                                                 | Svezia                                                                | 0 – 3                                                                 | Serbia                                                                | Amichevole                                                            | -                                                                     | 49’                                                                   |
| 5-9-2024                                                              | Baku                                                                  | Azerbaigian                                                           | 1 – 3                                                                 | Svezia                                                                | UEFA Nations League 2024-2025 - 1º turno                              | -                                                                     |                                                                       |
| 8-9-2024                                                              | Solna                                                                 | Svezia                                                                | 3 – 0                                                                 | Estonia                                                               | UEFA Nations League 2024-2025 - 1º turno                              | -                                                                     |                                                                       |
| 11-10-2024                                                            | Bratislava                                                            | Slovacchia                                                            | 2 – 2                                                                 | Svezia                                                                | UEFA Nations League 2024-2025 - 1º turno                              | -                                                                     |                                                                       |
| 14-10-2024                                                            | Tallinn                                                               | Estonia                                                               | 0 – 3                                                                 | Svezia                                                                | UEFA Nations League 2024-2025 - 1º turno                              | -                                                                     |                                                                       |
| 16-11-2024                                                            | Solna                                                                 | Svezia                                                                | 2 – 1                                                                 | Slovacchia                                                            | UEFA Nations League 2024-2025 - 1º turno                              | -                                                                     | 15’                                                                   |
| 22-3-2025                                                             | Lussemburgo                                                           | Lussemburgo                                                           | 1 – 0                                                                 | Svezia                                                                | Amichevole                                                            | -                                                                     |                                                                       |
| 25-3-2025                                                             | Solna                                                                 | Svezia                                                                | 5 – 1                                                                 | Irlanda del Nord                                                      | Amichevole                                                            | -                                                                     | 81’                                                                   |
| 6-6-2025                                                              | Budapest                                                              | Ungheria                                                              | 0 – 2                                                                 | Svezia                                                                | Amichevole                                                            | -                                                                     | cap.                                                                  |
| 10-6-2025                                                             | Solna                                                                 | Svezia                                                                | 4 – 3                                                                 | Algeria                                                               | Amichevole                                                            | -                                                                     | cap. 86’                                                              |
| Totale                                                                |                                                                       | Presenze                                                              | 21                                                                    |                                                                       | Reti                                                                  | 0                                                                     |                                                                       |

## Palmarès

### Club

#### Competizioni nazionali
- Ettan: 1

Vasalund: 2020

#### Competizioni internazionali
- UEFA Europa League: 1

Atalanta: 2023-2024